# Tom Sandberg
Tom Sandberg (Rana, 6 agosto 1955) è un ex combinatista nordico norvegese.

## Biografia
Originario di Mo i Rana e vincitore di medaglie d'oro olimpiche e mondiali, Tom Sandberg ottiene il suo primo risultato di rilievo il 1º marzo 1974  ai Mondiali juniores di Autrans, in Francia, vincendo la medaglia d'argento nell'individuale Gundersen. Nell'edizione seguente, disputata a Lieto in Finlandia, sempre nell'individuale sale invece sul gradino più alto del podio. Nel 1982 partecipa ai Mondiali di Oslo, in Norvegia, aggiudicandosi l'oro nell'individuale e il bronzo nella gara a squadre.
Nel 1983 l'atleta viene insignito della Medaglia Holmenkollen, il più prestigioso riconoscimento attribuito agli sciatori nordici. La stagione seguente è caratterizzata dalla prima edizione della Coppa del Mondo di combinata nordica, alla quale Sandberg partecipa esordendo il 7 gennaio 1984 a Schonach, in Germania Ovest,  dove giunge 15º in una Gundersen. Nella stessa stagione è presente anche ai XIV Giochi olimpici invernali di Sarajevo 1984, in Jugoslavia, e ai Mondiali, ove conquista entrambi sia l'oro di Sarajevo sia quello di Rovaniemi, in Finlandia.
Conclude l'attività agonistica il 24 marzo 1984 a Štrbské Pleso, in Cecoslovacchia, vincendo la sua unica gara di Coppa in carriera, successo che gli consentirà di aggiudicarsi la prima Coppa del Mondo assoluta.

## Palmarès

### Olimpiadi
- 1 medaglia, valida anche a fini iridati:
  - 1 oro (individuale a Sarajevo 1984)

### Mondiali
- 3 medaglie, oltre a quella conquistata in sede olimpica e valida anche a fini iridati:
  - 2 ori (individuale a Oslo 1982; gara a squadre a Sarajevo/Rovaniemi/Engelberg 1984)
  - 1 bronzo (gara a squadre a Oslo 1982)

### Mondiali juniores
- 2 medaglie:
  - 1 oro (individuale a Lieto 1975)
  - 1 argento (individuale ad Autrans 1974)

### Coppa del Mondo
- Vincitore della Coppa del Mondo nel 1984
- 3 pod:
  - 1 vittoria
  - 2 secondi posti

#### Coppa del Mondo - vittorie
| Data          | Località      | Nazione        | Trampolino  | Spec.       |
| ------------- | ------------- | -------------- | ----------- | ----------- |
| 24 marzo 1984 | Štrbské Pleso | Cecoslovacchia | MS 1970 K88 | IN NH/15 km |

Legenda:

IN = individuale Gundersen

NH = trampolino normale